# 마사달베
마사달베(이탈리아어: Massa d'Albe)는 이탈리아 아브루초주 라퀼라도에 있는 코무네이다. 이 마을은 그곳에 남아있던 고대 도시 알바 푸첸스의 거주민들에 의해 14세기에 만들어졌다. 현재의 코무네는 지진으로 파괴된 마사(Masa)와 코로나(Corona) 두 옛 코무네를 1915년에 합병하여 만들어졌다.